# Bianchini (månekrater)
Bianchini er et nedslagskrater på Månen. Det ligger på den nordvestlige del af Månens forside og er opkaldt efter den italienske filosof Francesco Bianchini (1662 – 1729).
Navnet blev officielt tildelt af den Internationale Astronomiske Union (IAU) i 1935. 
Observation af krateret rapporteredes første gang i 1645 af Michael Florent van Langren.

## Omgivelser
Bianchinikrateret ligger ved siden af de nordlige Montes Jura-bjerge, som omgiver Sinus Iridum.

## Karakteristika
Nedslaget, som skabte dette krater nær randen af Jurabjergene medførte, at en del materiale blev slynget ud i bunden af Sinus Iridium.
Kraterranden er ikke slidt af betydning, selvom der er et lille krater langs den indre side af den østlige rand. Indenfor den indre væg er bunden noget irregulær og har en lille samling højderygge i midten. Dele af den indre væg er styrtet ned i bunden langs den nordlige side.

## Satellitkratere
De kratere, som kaldes satellitter, er små kratere beliggende i eller nær hovedkrateret. Deres dannelse er sædvanligvis sket uafhængigt af dette, men de får samme navn som hovedkrateret med tilføjelse af et stort bogstav. På kort over Månen er det en konvention at identificere dem ved at placere dette bogstav på den side af satellitkraterets midte, som ligger nærmest hovedkrateret. Bianchinikrateret har følgende satellitkratere:
| Bianchini | Længde  | Bredde  | Diameter |
| --------- | ------- | ------- | -------- |
| D         | 47,6° N | 35,8° V | 7 km     |
| G         | 46,7° N | 32,7° V | 4 km     |
| H         | 48,0° N | 32,7° V | 7 km     |
| M         | 48,4° N | 30,6° V | 4 km     |
| N         | 48,5° N | 31,0° V | 5 km     |
| W         | 48,5° N | 33,7° V | 9 km     |

## Måneatlas
- Billeder af Bianchinikrateret i LPI-måneatlasset